# 페터 코르넬리우스

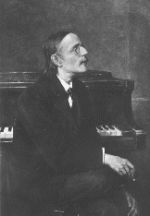
피터 코넬리우스

카를 아우구스트 페터 코르넬리우스(Carl August Peter Cornelius, 1824년 12월 24일 ~ 1874년 10월 26일)는 독일의 작곡가, 음악 작가, 시인, 번역가이다.
그는 마인츠에서 태어났다.  어린 시절부터 그는 바이올린을 연주하고 작곡했으며, 1844년부터 1852년까지 베를린에서 화가 삼촌인 Peter von Cornelius와 함께 살았으며 알렉산더 폰 훔볼트, 그림 형제, 프리드리히 뤼케르트 및 펠릭스 멘델스존과 같은 저명한 인물을 만났다.
오늘날까지 영국에서 Cornelius의 가장 잘 알려진 작품은 "세 명의 왕"이다. 독창자가 "멀리 페르시아 땅에서 온 세 왕"을 부르는 성악과 피아노를 위한 노래이다.
베를린에서의 마지막 몇 년 동안 코르넬리우스는 여러 주요 베를린 저널에 음악 비평을 썼고 요제프 폰 아이헨도르프, 파울 하이제 및 한스 폰 뷜로와 우정을 나누었다. 바그너 및 프란츠 리스트와의 오랜 관계에도 불구하고(후자는 때때로 편곡 문제에 관해서 코르넬리우스의 조언을 구함), 코르넬리우스와 소위 "신독일파" 작곡의 관계는 때때로 불안정했다. 예를 들어, 그는 자신의 오페라 시드(Der Cid)의 초연을 핑계로 트리스탄과 이졸데(Tristan und Isolde)의 초연에 참석하지 않았다.
에다를 기반으로 한 코르넬리우스의 세 번째이자 마지막 오페라 프로젝트인 Gunlöd는 마인츠에서 당뇨병으로 사망할 때 미완으로 남겨졌다. 그는 도시의 Hauptfriedhof에 묻혔고 그의 무덤은 여전히 그곳에서 볼 수 있다.